# Francisco Alió
Pour les articles homonymes, voir Alió (homonymie).
Francisco Alió, (Francesc Alió i Brea, en catalan) (Barcelone, le 24 mars 1862 – Barcelone, le 31 mars 1908) est un compositeur et un pianiste espagnol.

## Biographie
Il étudie la composition avec Antoni Nicolau (es), Felipe Pedrell Anselm Barba i Barraco (ca) et le piano avec Carles Vidiella. Il collabore comme critique à plusieurs revues musicales, La renaixença, L’Avenç et El poble catalá. Il est un folkloriste considéré comme l'un des premiers acteurs de la renaissance de la musique catalane.
Il s'est fait remarquer comme compositeur de lieder au milieu du groupe des jeunes modernistes qui se sont réunis au tour de l'Orféo Català. Il a été un des fondateurs de la Societat Catalana de Concerts (ca), institution dont le but était de promouvoir un style catalan et d'organiser des concerts d'œuvres catalanes.

## Œuvres

### Chant
- Collection de 6 Mélodies pour chant et piano (Colecció de 6 melodies per a cant i piano) (1887)
- 5 Chansons pour chant et piano (5 Cançons per a cant i piano (1887))
- 23 Cançons populars catalanes.

### Piano
- Ballet.
- Marxa fantàstica.
- Nota de color.
- Barcaroles.

En 1892, Francisco Alió a composé en adaptant une mélodie déjà existante l'hymne national de la Catalogne : les Faucheurs (Els Segadors).